# Primer periodo intermedio de Egipto
El Primer Periodo Intermedio de la historia del Antiguo Egipto abarca unos 140 años que comprenden la mayor parte del siglo XXII a. C. y la primera mitad del XXI a. C., esto es, los años 2190 a. C.-2050 a. C. Transcurre entre los periodos de la historia de Egipto conocidos como el Imperio Antiguo y el Imperio Medio, y es una época donde el poder está descentralizado. Comprende desde la Dinastía VII hasta mediados de la Dinastía XI, cuando el faraón Mentuhotep II reunificó el país bajo su mando (c. 2040 a. C.). Sin embargo, algunos egiptólogos consideran que las dinastías VII y VIII pertenecen al periodo anterior, el denominado Imperio Antiguo. 

## Crisis climática y social: el derrumbe del Imperio Antiguo
Durante el reinado de Pepy II (c. 2255-2165 a. C.), faraón de la dinastía VI, la situación social, económica, religiosa y política se deterioró gravemente, implicando un cambio de rumbo en el contexto general del territorio. Sus noventa años de gobierno hicieron de su reinado uno de los más largos de la historia de los faraones, pero también lo convirtieron en un dinámico eje de crecientes problemáticas a lo largo de todos sus dominios. Ante todo, la dinastía y su élite gubernamental circundante fueron perdiendo poder, autoridad y credibilidad ante los ojos de sus súbditos, todo ello a causa de una notoria sucesión de circunstancias ocasionadas tanto de manera sucesiva como sincrónica. 
En primer lugar, las notorias concesiones económicas de los faraones al clero y el incremento de poderío e influencia de los nomarcas y caciques locales habían ido debilitando el peso de la monarquía y sus instituciones. En segundo lugar, los grandes recursos destinados ya por entonces de modo crónico al clero y al mundo de la muerte producirían incipientemente una situación de ruina, pues semejantes pérdidas implicaban una dilapidación de bienes masiva. Las riquezas se acumulaban en improductivos ajuares de tumbas y gastos de cultos funerarios, quedando gran parte de los recursos del país consumidos en complejos religiosos y en las estructuras funerarias. En tercer lugar, el creciente envejecimiento del faraón provocó que quedara en evidencia ante sus súbditos en cuantiosas ocasiones, como en asuntos de política interior, fricciones contra sectores de la élite egipcia o en ritos públicos. Ello se interpretó en su momento como una grave pérdida de su divinidad, perdiendo la devoción sacral del pueblo e incluso de las varias altas castas militares y religiosas. En cuarto lugar, el Egipto del momento perdió influencia en política exterior, quedando así en una situación de relativa vulnerabilidad ante pueblos extranjeros. Y finalmente, en quinto lugar, por aquel entonces el territorio y amplias zonas de su entorno sufrían un fuerte periodo de sequía, lo cual comportaba una menor afluencia de aguas del Nilo y de las precipitaciones anuales, además de provocar una situación de carestía y hambruna, tanto entre el pueblo situado en torno al río como entre las numerosas tribus nómadas del desierto. Tal situación obligaba a las masas a buscar nuevos medios de subsistencia más allá de las antiguas tierras fértiles del Delta (cuyas cosechas quedaron minadas), lo que llevó a cuantiosos movimientos migratorios y a un descenso de la población. Además, el peso de semejante crisis hídrico-productiva justificaba la extensión y defensa de una idea sin precedentes: la pérdida del favor de los dioses por parte del faraón.
Así pues, este conjunto de factores combinados que se dieron desde mediados del reinado de Pepy II precipitaron al derrumbe de la monarquía menfita, imperando un contexto que se iría agravando con los años. La anarquía, la sequía, el hambre, la desconfianza real, la pérdida de la fe divina en el faraón y la incertidumbre religiosa se adueñaron del país. El Delta fue ocupado por cuantiosas oleadas de pueblos asiáticos y los sucesivos faraones restaron impotentes para redirigir la situación.

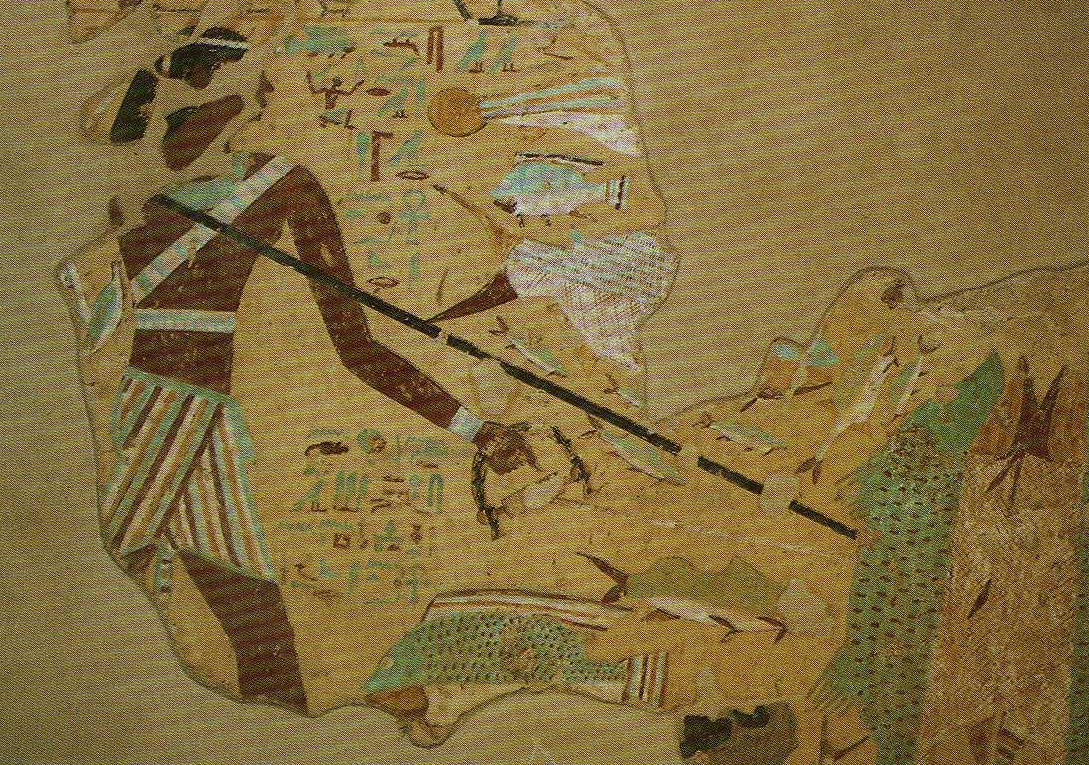
Fragmento pictórico hallado en los muros de la tumba de Anjtifi.

En la tumba de Anjtifi, un gobernante del nomo de Hieracómpolis, se describe la crítica situación que padecía el pueblo: 

"He dado pan al hambriento y vestido al desnudo... no permití que nadie muriera de hambre en este nomo... he prestado cereal... algo que ciertamente no encontré que hubiera sido hecho por los gobernantes que me precedieron...".
Tumba de Anjtifi

Aunque los textos históricos son muy escasos, y parece existir un cierto caos político y social, que a veces resulta exagerado, no parece demostrada la ruptura generalizada de los nuevos gobernantes con el anterior poder real.

## La primera revolución documentada
Los Lamentos de Ipuur es uno de los escasos documentos conservados que describe esta época de reyes desacreditados, invasión asiática del delta del Nilo, desórdenes revolucionarios, destrucción de archivos y tumbas reales, ateísmo y divulgación de secretos religiosos. Es la crónica del hundimiento del viejo orden:

"El rey ha sido expulsado por los miserables... Los mendigos se han convertido en dueños de los tesoros... Los ricos están de luto, los pobres de fiesta... En cada ciudad se dice: expulsemos a los poderosos que están entre nosotros...".
 Lamentos de Ipuur

## Faraones

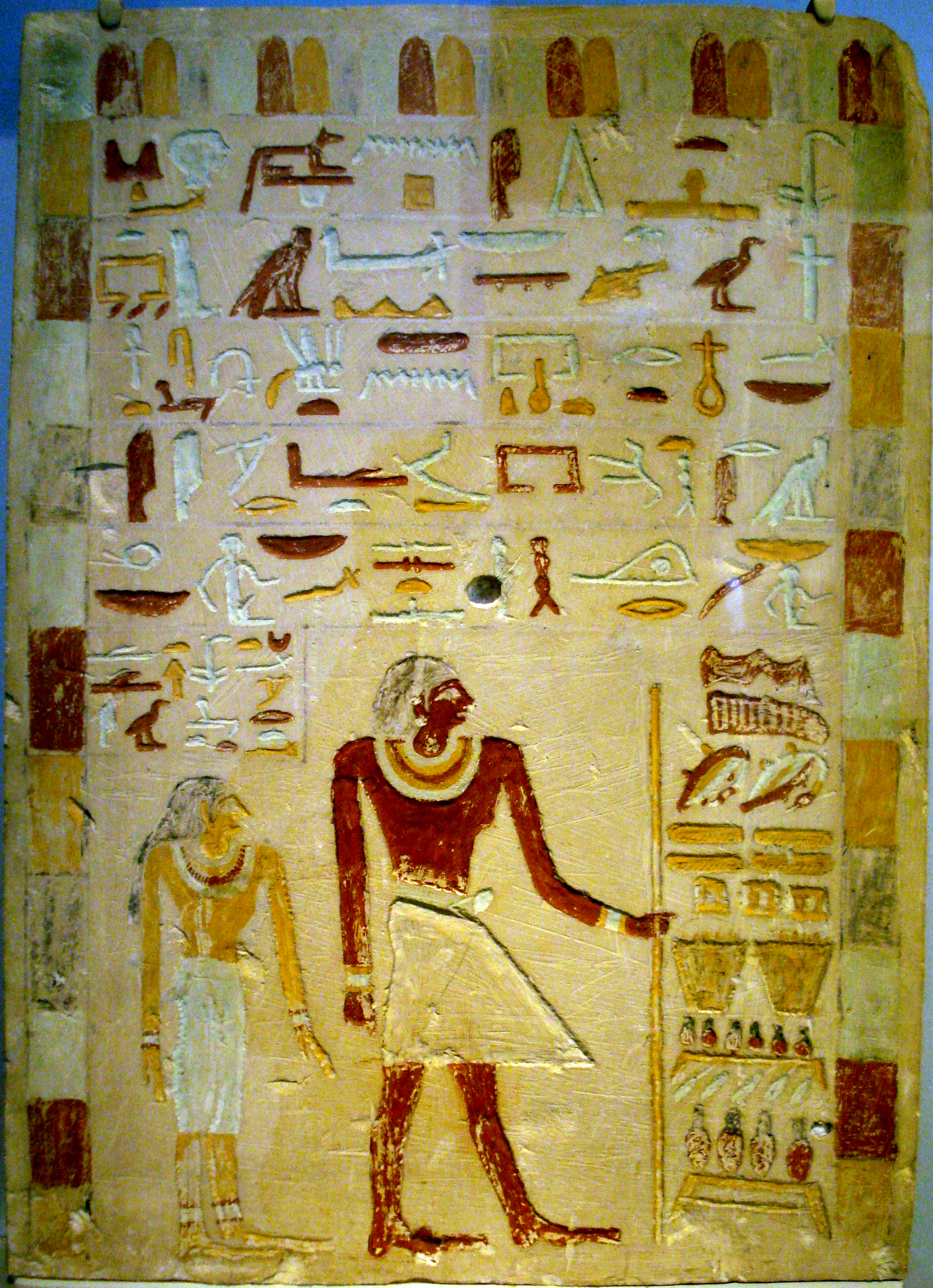
Estela funeraria de Maaty y Dedari.

Los nombres de los faraones de la dinastía VII y la dinastía VIII están inscritos en la Lista Real de Abidos, aunque su reinado no debió durar más de diez años, y posiblemente solo fuesen gobernantes de nombre, acogidos o asilados en la ciudad de Abidos, sede de la familia real. Estos monarcas, posiblemente pactaron con los líderes revolucionarios para poder reinar en Menfis. Apenas se conoce algo más de ellos.
Los nombres de los faraones de la dinastía IX y la dinastía X están en el Canon Real de Turín, pero se encuentra muy dañado en la parte correspondiente a este periodo y solo se conservan, parcialmente, quince nombres.

## Losnomarcasde Heracleópolis y Tebas
Actoes (Jety I), nomarca de la ciudad de Heracleópolis dio un golpe de Estado y depuso a Neferirkara II, el último rey de Menfis; con él surge la dinastía IX, c. 2150 a. C., refuerza su poder sobre el Medio y Bajo Egipto, y consigue cierta estabilidad en estas tierras. 
A su vez se dio un proceso similar en el sur, donde los nomarcas de Tebas establecieron su hegemonía sobre el Alto Egipto. 
Durante la última etapa del periodo, los gobernantes de estas dos ciudades, Heracleópolis y Tebas, mantuvieron constantes disputas, primero para obtener zonas de influencia, después para intentar controlar todo Egipto.
Hacia 2130 a. C. surge en Tebas, en el Alto Egipto, la dinastía XI, cuyos líderes recrudecen la lucha contra los mandatarios de Heracleópolis. Mentuhotep II, de Tebas, cerca de 2040 a. C. conquista Heracleópolis, y unifica todo Egipto bajo su mando; es el comienzo del Imperio Medio.

## Literatura
Esta época destacó por su gran florecimiento literario, con textos doctrinales o didácticos, que muestran el gran cambio social. Destacan:
- Las enseñanzas para Merykara, un tratado de gobierno repleto de sabios consejos.
- Historia del campesino elocuente, es un hermoso relato literario, que se recrea con la elocuente narración, de un campesino afrentado.
- Lamentaciones de Ipuur (Ipuwer), composición literaria atribuida a este periodo, narrando la pesimista sensación de un posible miembro de la nobleza, el príncipe Ipu, por la desaparición del añorado "viejo orden".

## Religión
El importante cambio de mentalidad, como consecuencia de la menor dependencia del Estado, así como del crecimiento de la clases medias en las ciudades y el encumbramiento de la burguesía originó una nueva concepción de las creencias, la religión y los rituales funerarios. Esto se refleja en la aparición de los denominados Textos de los Sarcófagos, escritos que contienen conjuros pintados o grabados en los sarcófagos (de ahí su nombre) y que alcanzarían su mayor difusión posteriormente en el Imperio Medio.
Osiris, considerado antes solo un dios funerario real, se convirtió en la divinidad más popular, siendo accesible a todos. También destacaron los dioses tebanos Montu y Amón, que alcanzó la supremacía religiosa tras la caída de la Dinastía X.
Durante este periodo los poderosos se enterraba en mastabas e hipogeos hermosamente decorados y varios reyes se hicieron construir cenotafios en Abidos. 

## Cronología del primer periodo intermedio

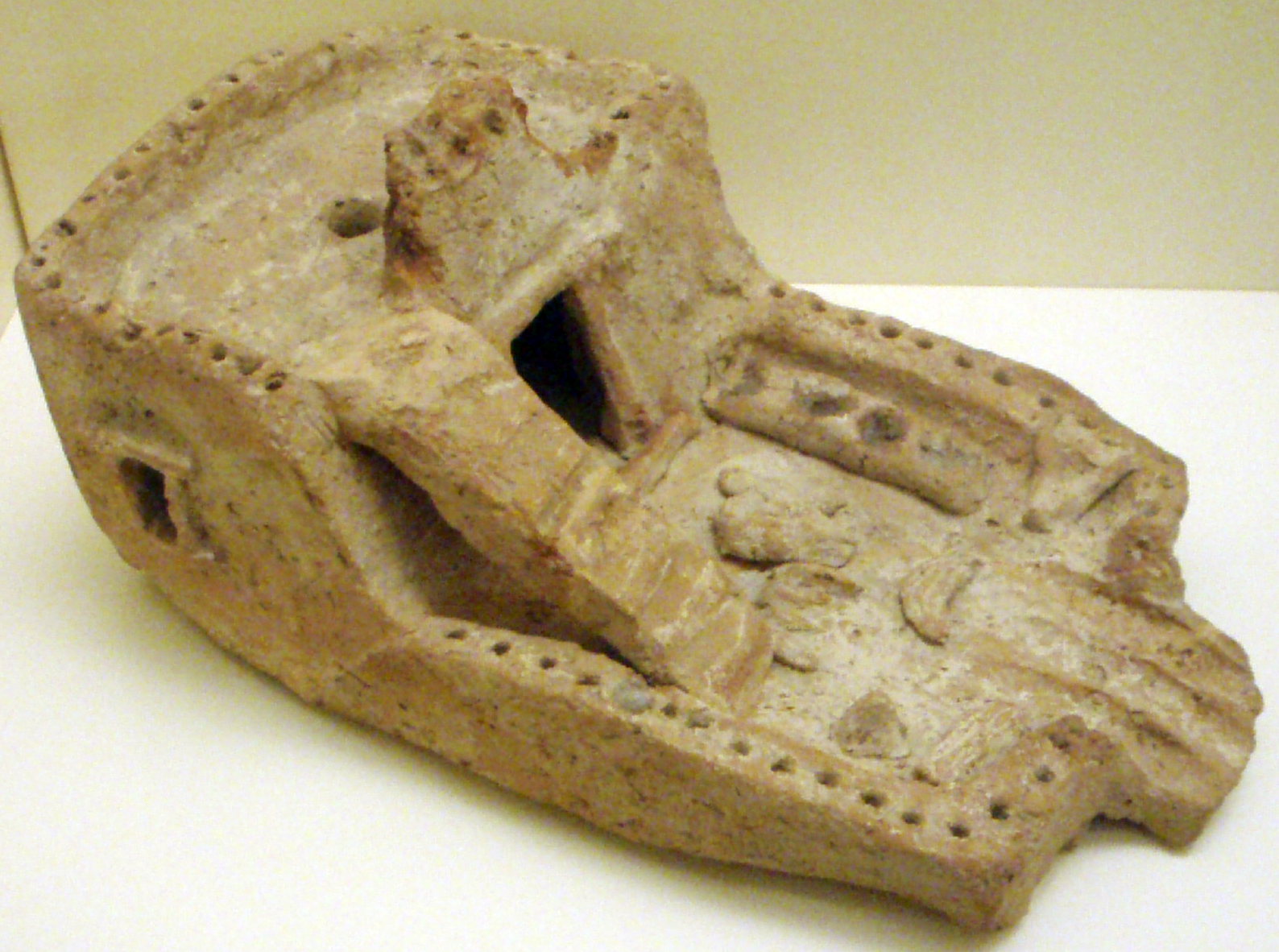
Maqueta cerámica de una casa del Primer periodo intermedio de Egipto.

Cronología estimada por los siguientes egiptólogos:
- Primer faraón: Necherkara c. 2175 a. C.

- Último faraón: Intef III
  - 2074-2066 (Dodson)
  - 2069-2061 (Grimal)
  - 2068-2061 (Redford)
  - 2063-2055 (Shaw)
  - 2058-2050 (Malek)
  - 2054-2046 (von Beckerath)
  - 2016-2008 (Franke)

- Véase: Cronología del Antiguo Egipto